# Malbork
Malbork là một thị trấn thuộc hạt Malbork, tỉnh Pomeranian, phía bắc của Ba Lan thuộc vùng Żuławy (đồng bằng Vistula). Từ năm 1975 - 1998, thị trấn nằm trong tỉnh Elbląg, kể từ năm 1999 đến nay, nó thuộc quản lý của tỉnh Pomeranian. Tổng diện tích của thị trấn là 17,15 km². Tính đến năm 2006, dân số của thị trấn là 38.478 người với mật độ 2.200 người/km².
Thị trấn được thành lập vào thế kỷ 13 bởi dòng họ của những Hiệp sĩ Teutonic. Một trong những lâu đài cổ nhất được xây dựng bởi dòng họ này vẫn còn tồn tại cho đến ngày nay đó là Lâu đài Malbork. Đây là một trong những toà lâu đài được xây hoàn toàn bằng gạch theo phong cách kiến trúc Gôtích (Gothique) lớn nhất thế giới với diện tích lên đến 143.591 m².

## Những nhân vật nổi tiếng xuất thân từ thị trấn
Trước đây

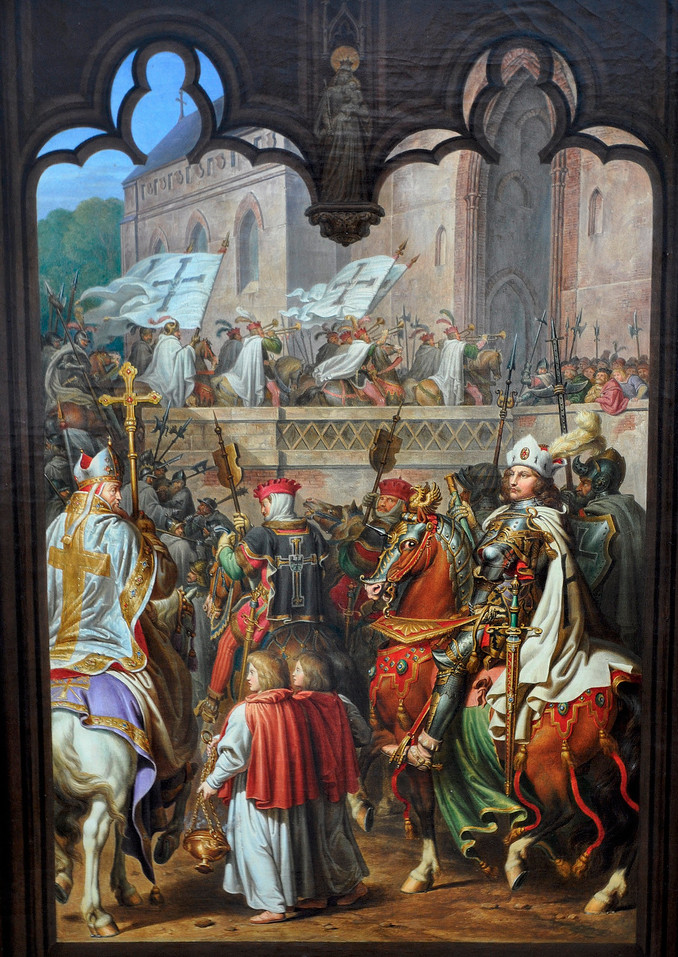
Hiệp sĩ Teutonic vào lâu đài Malbork vào năm 1309

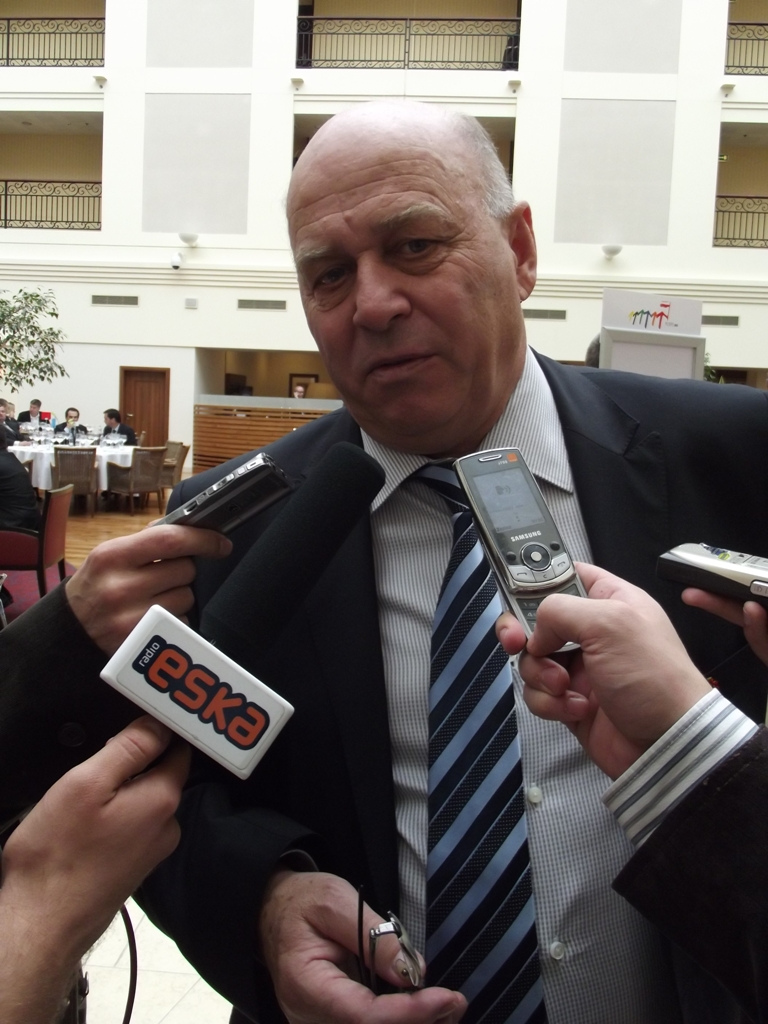
Grzegorz Lato, 2011

- Dietrich von Altenburg - Đại sư thứ 19 của dòng họ Hiệp sĩ Teutonic, phục vụ từ năm 1335 -1341
- Winrich von Kniprode - Đại sư thứ 22 của dòng họ Hiệp sĩ Teutonic, phục vụ lâu nhất từ năm 1351 - 1382
- Konrad von Jungingen (1355-1407) - Đại sư thứ 25 của dòng họ Hiệp sĩ Teutonic từ năm 1393 - 1407
- Bartholomäus Blume (de) (mất năm 1460) - Thị trưởng của Marienburg, có trụ sở tại Lâu đài Malbork
- Jakob Karweyse (hoạt động năm 1492) - Thợ kim hoàn ở Marienburg
- Achatius Cureus (de) (1531 - 1594) - Nhạc sĩ

Thế kỉ 19
- Wilhelm von Schulte (1821-1894) - Người vẽ bản đồ và nhà sử học
- Stanisław Taczak (1874-1960) - Tổng tư lệnh của một cuộc nổi dậy lớn ở Ba Lan
- Bruno Kurowski (1879-1944) - Luật sư và chính trị gia người Đức của Thành phố Danzig
- Erich Kamke (1890-1961) - Nhà toán học người Đức, chuyên về lý thuyết phương trình vi phân

Thế kỷ 20
- Heinz Galinski (1912 - 1992) - Chủ tịch Hội đồng người Do Thái ở Đức từ năm 1988-1992
- Alfred Struwe (1927 - 1998) - Diễn viên [15]
- Hartmut Boockmann (1934 - 1998) - Nhà sử học người Đức, chuyên về lịch sử thời trung cổ
- Klaus Ampler (1940 - 2016) - Vận động viên đua xe đạp người Đức, thi đấu tại Thế vận hội Mùa hè năm 1968
- Wolfgang Barthels (sinh năm 1940) - Cầu thủ bóng đá, từng thi đấu cho F.C. Hans Rostock hơn 200 trận
- Christel Lau (sinh năm 1944) - Cựu cầu thủ khúc côn cầu điền kinh người Đức
- Grzegorz Lato (sinh năm 1950) - Cựu tiền đạo của đội tuyển bóng đá Quốc gia Ba Lan và chính trị gia
- Shamek Pietucha (1976 - 2015) - Vận động viên bơi lội người Canada gốc Ba Lan, tham gia Thế vận hội Mùa hè 2000
- Izabela Bełcik (sinh năm 1980) - Vận động viên bóng chuyền Ba Lan, tham gia đội bóng chuyền quốc gia nữ Ba Lan 1999 - 2014
- Rafał Murawski (sinh năm 1981) - Cầu thủ bóng đá nổi tiếng người Ba Lan
- Aneta Florchot (sinh năm 1982) - Nữ vận động viên người Ba Lan
- Marcelina Zawadzka (sinh năm 1989) - Người mẫu, Hoa hậu Polonia 2011, bán kết Hoa hậu Hoàn vũ 2012 và người dẫn chương trình truyền hình

## Thư viện ảnh

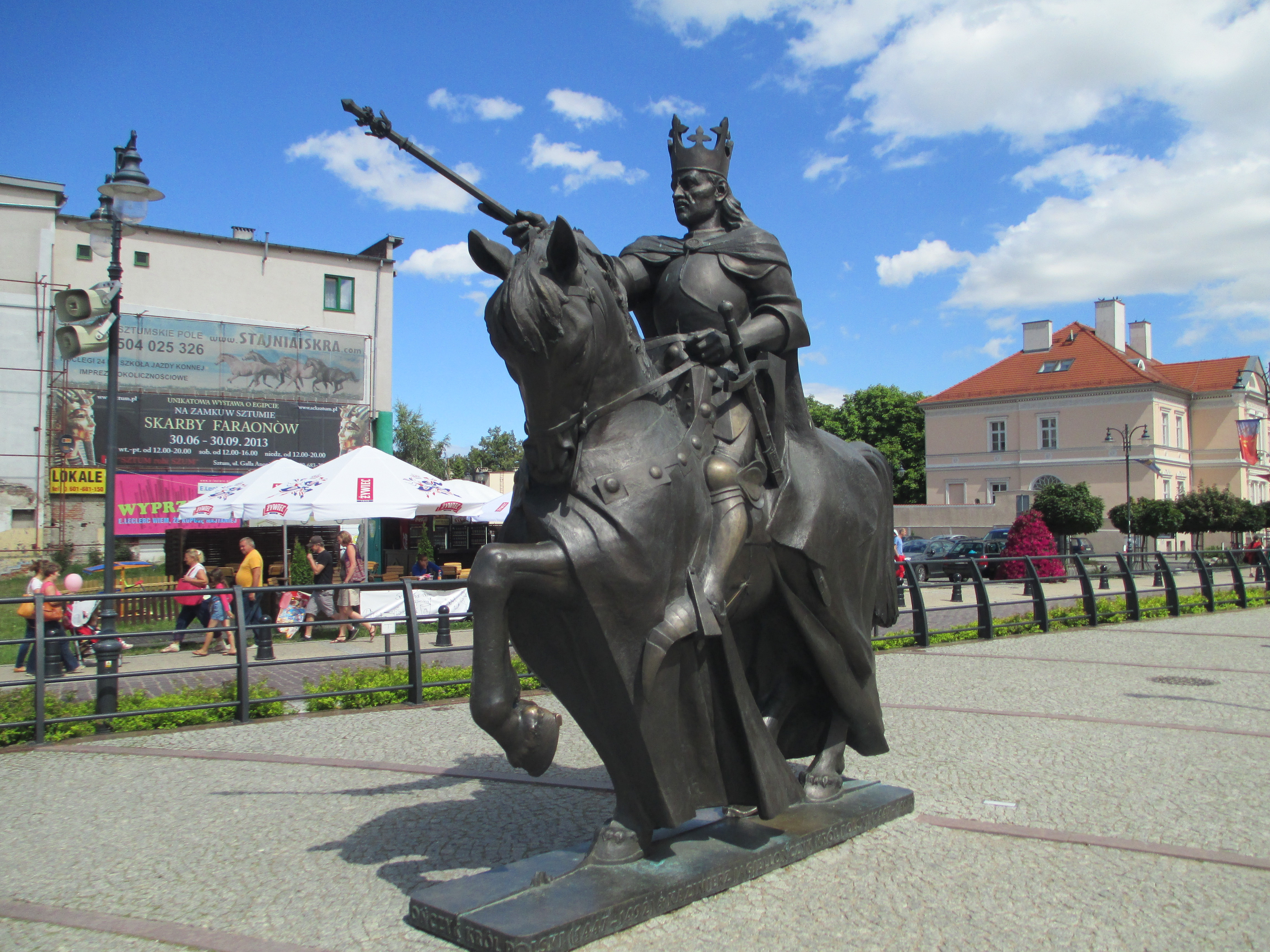
Tượng vua Ba Lan Casimir IV Jagiellon
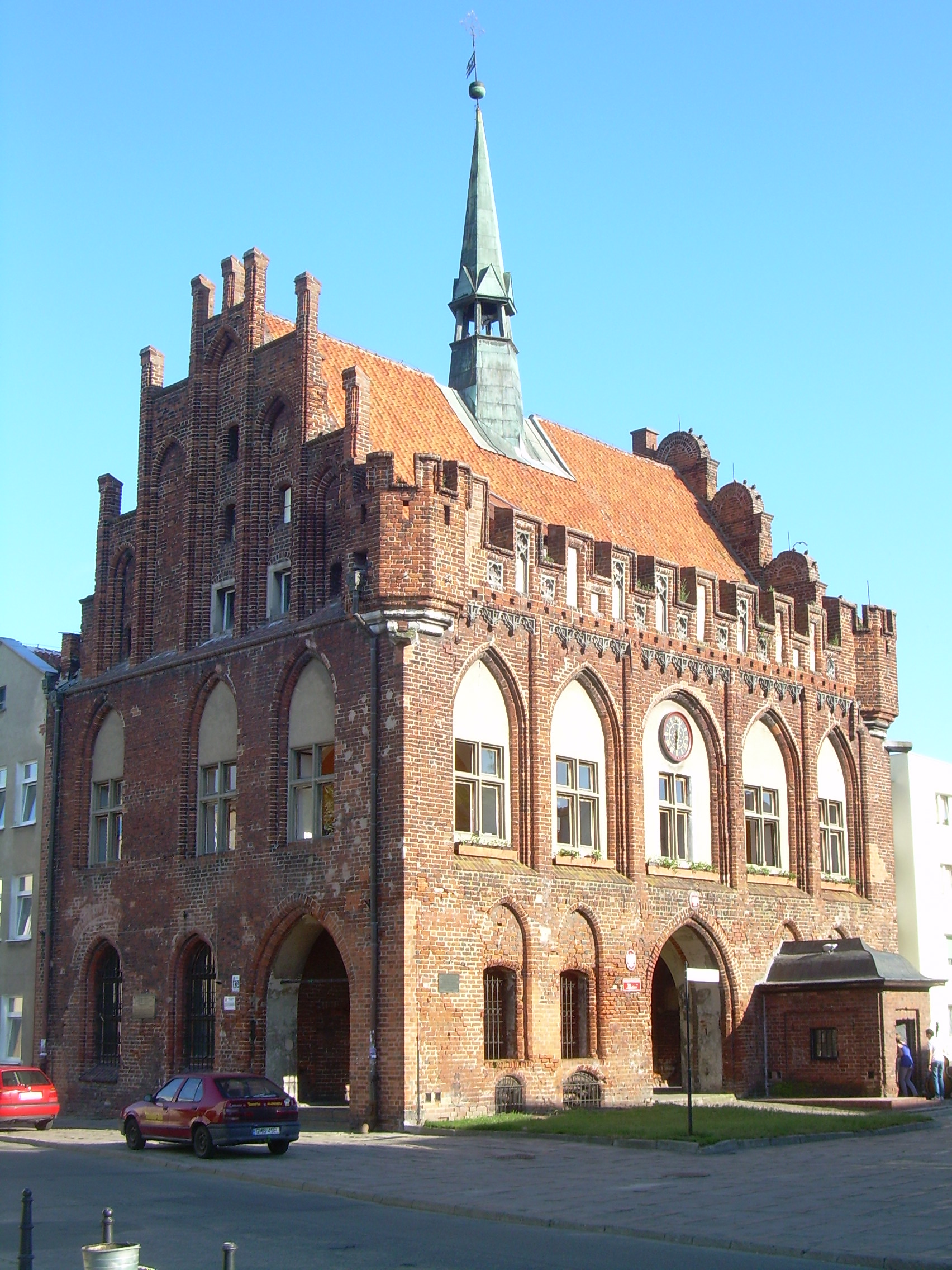
Tòa thị chính cũ (Ratusz)
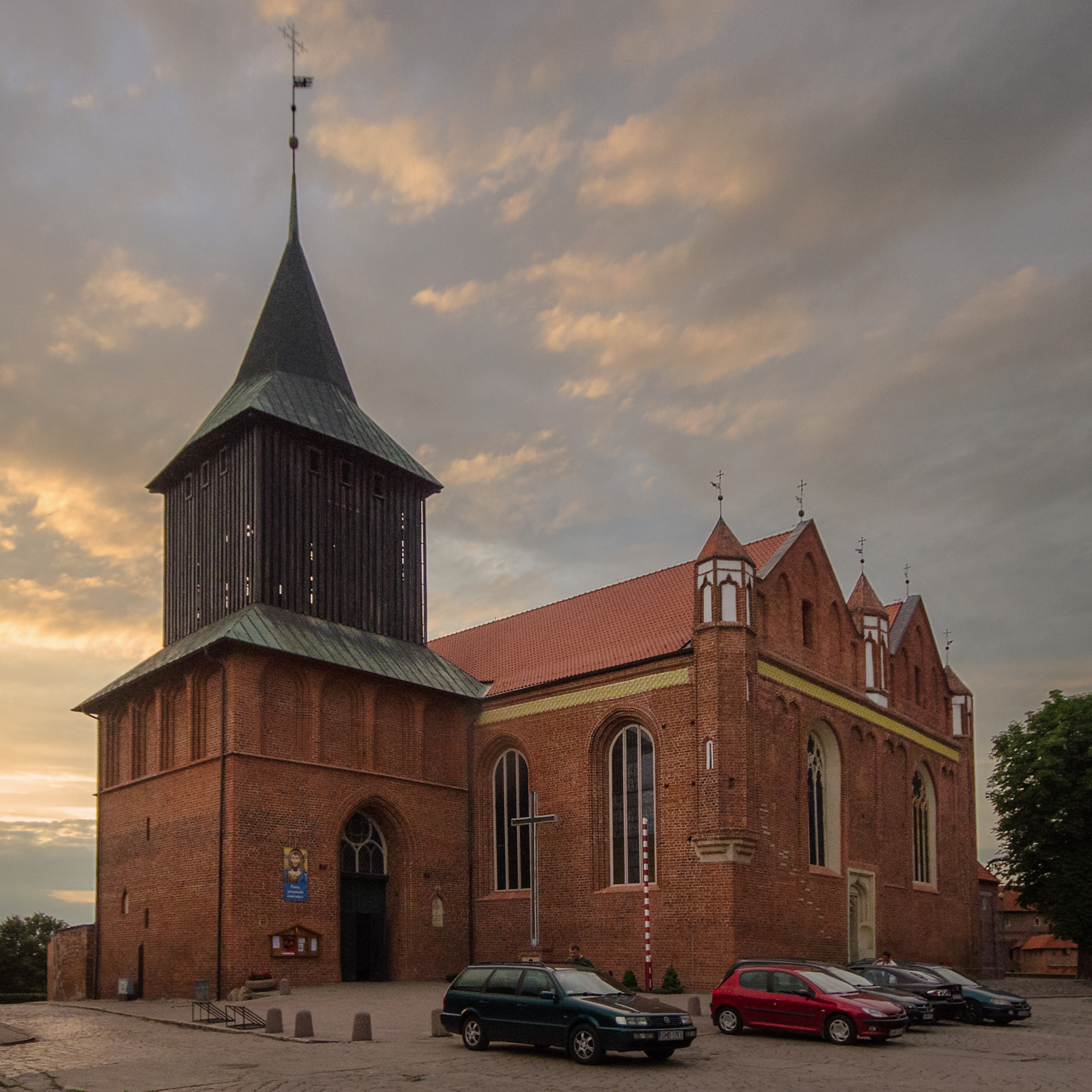
Nhà thờ Saint John the Baptist
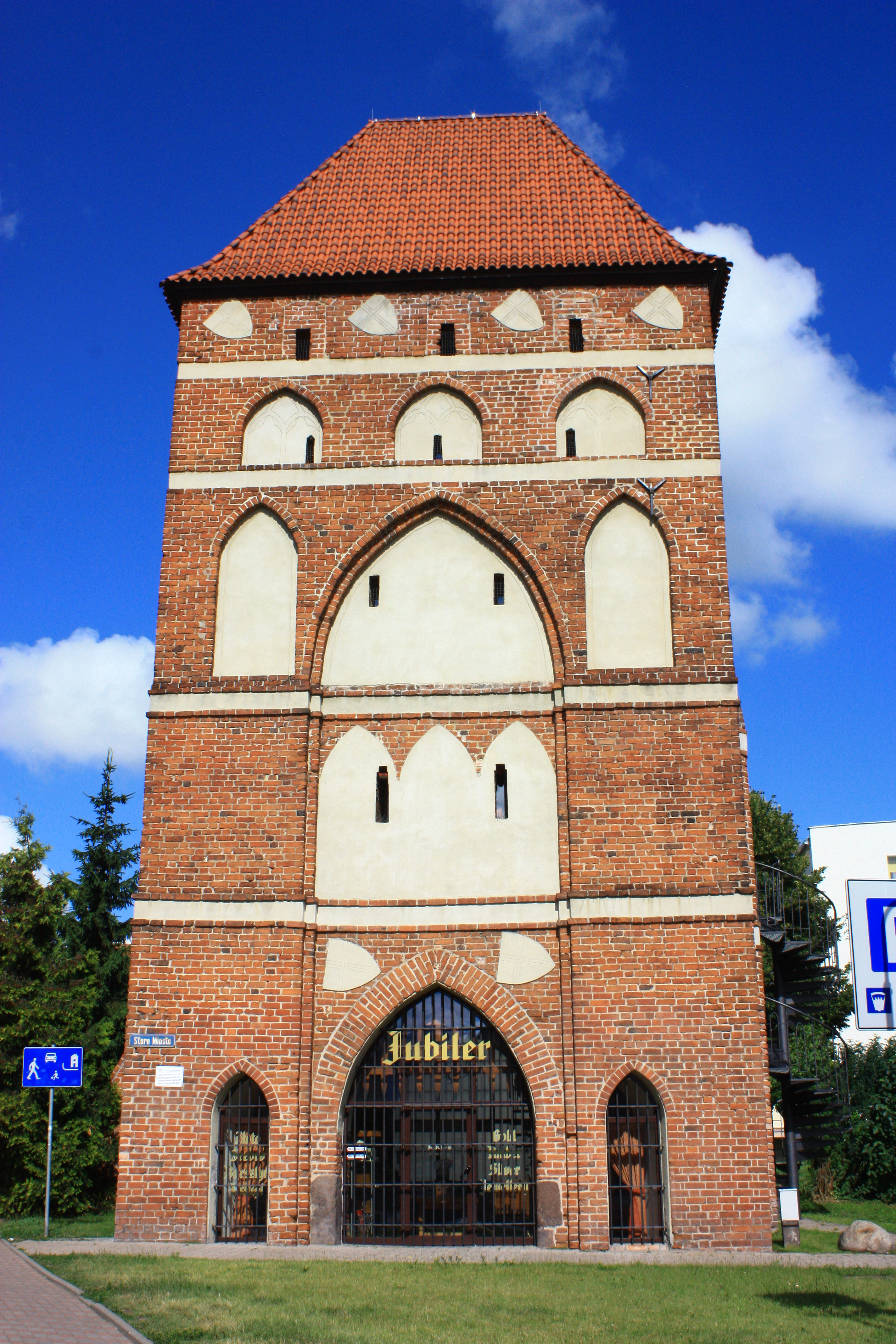
Brama Garncarska (Cổng gốm)
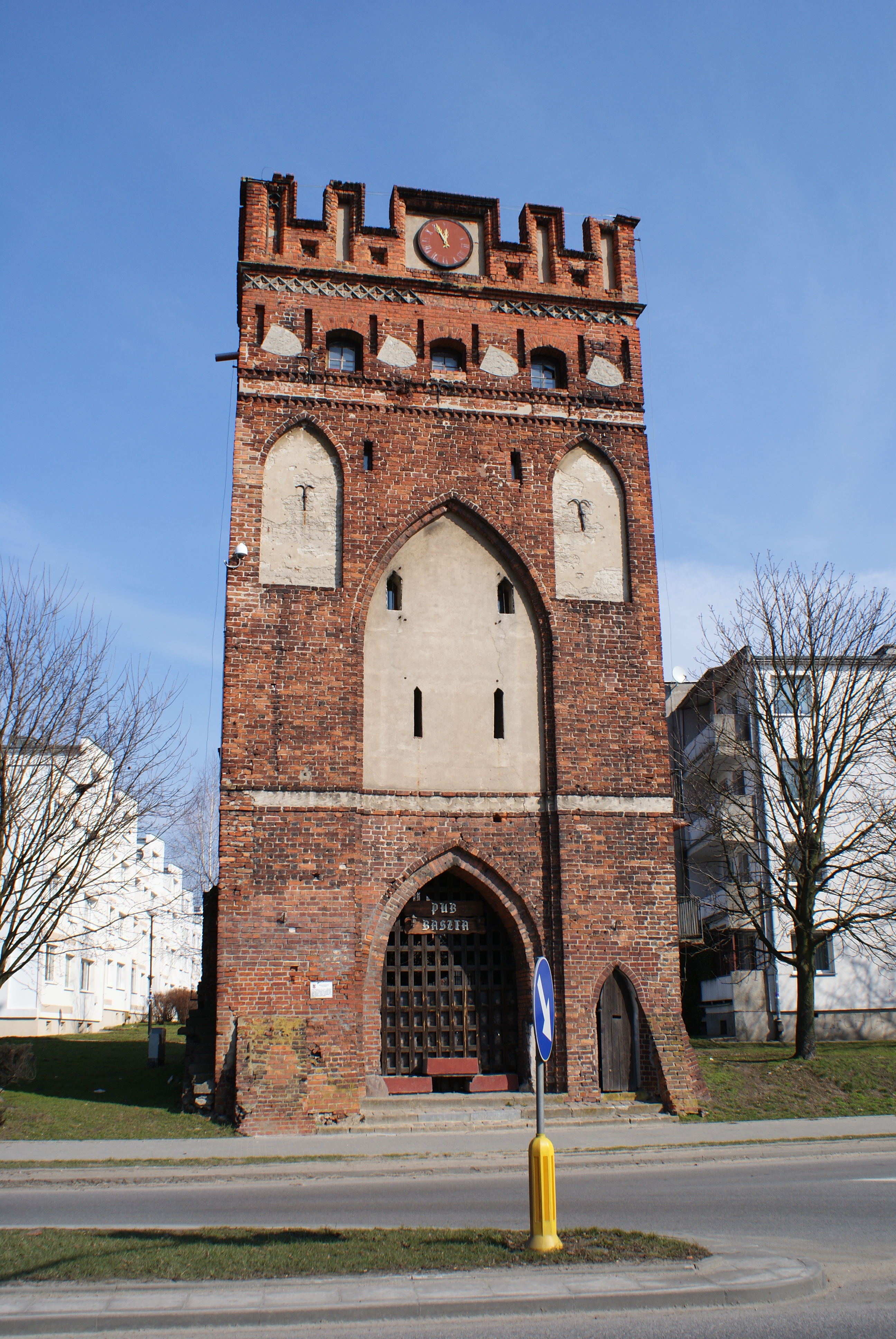
Brama Mariacka (Cổng Mariacka)
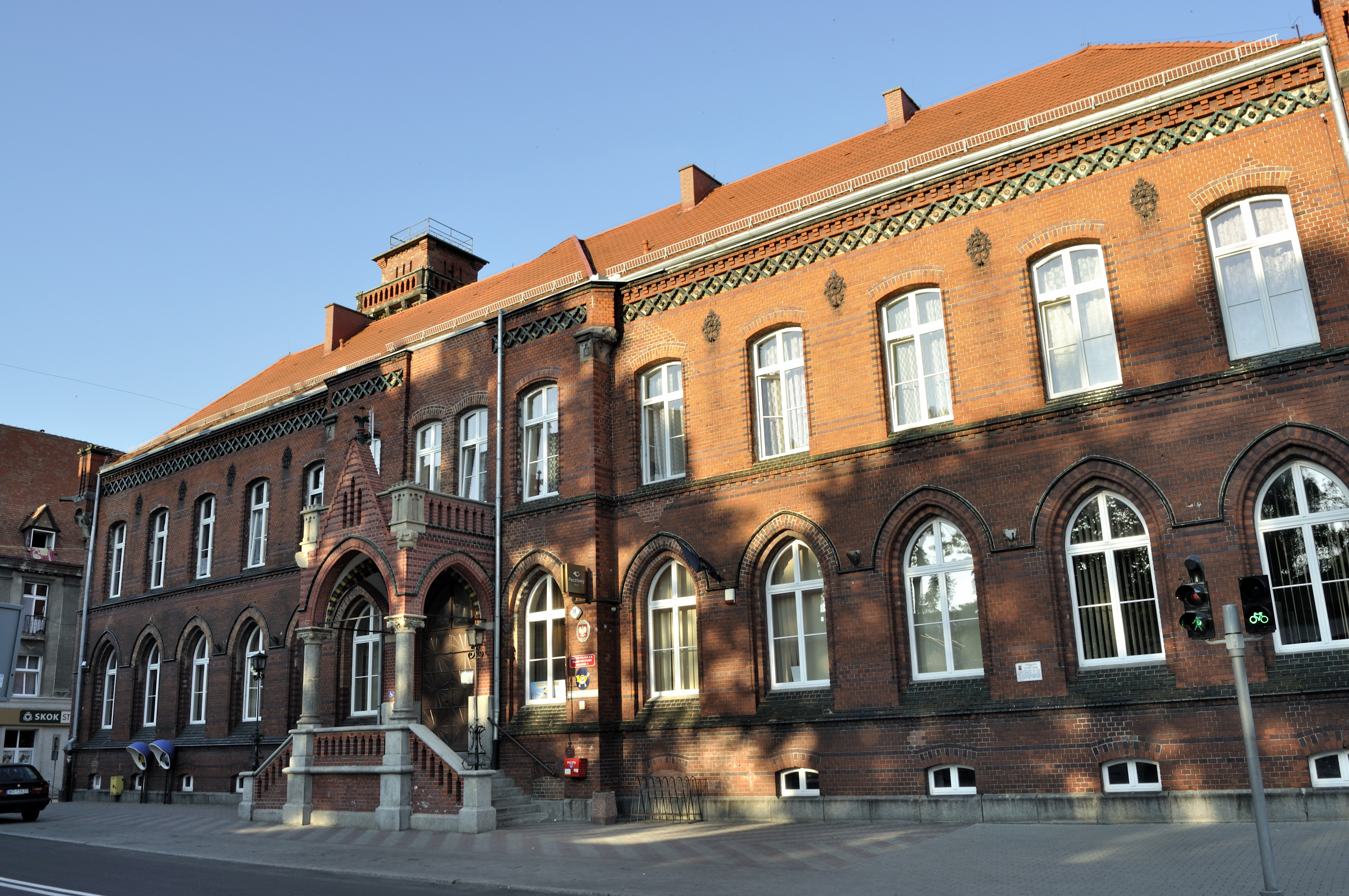
Bưu điện
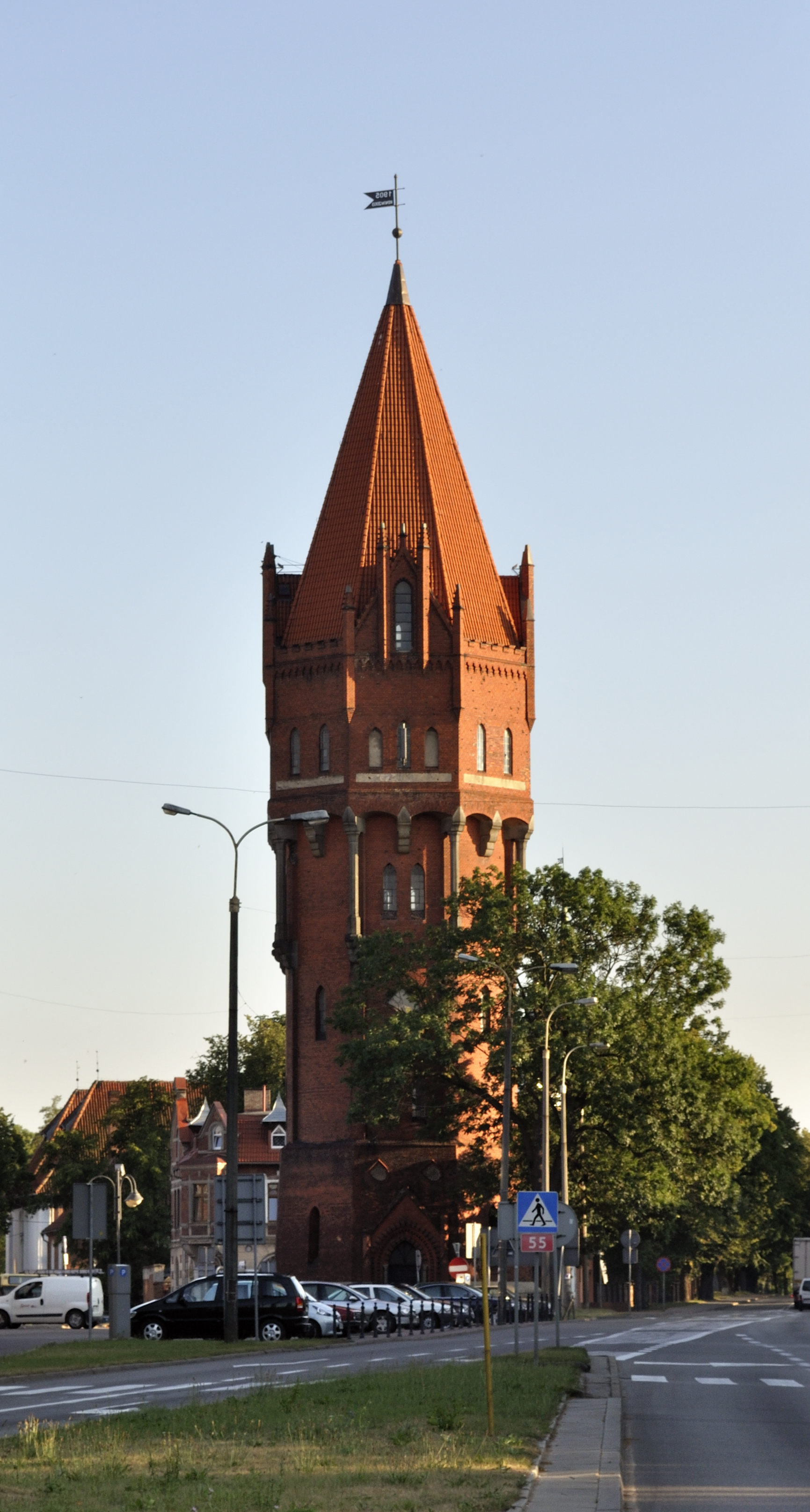
Tháp nước thành phố
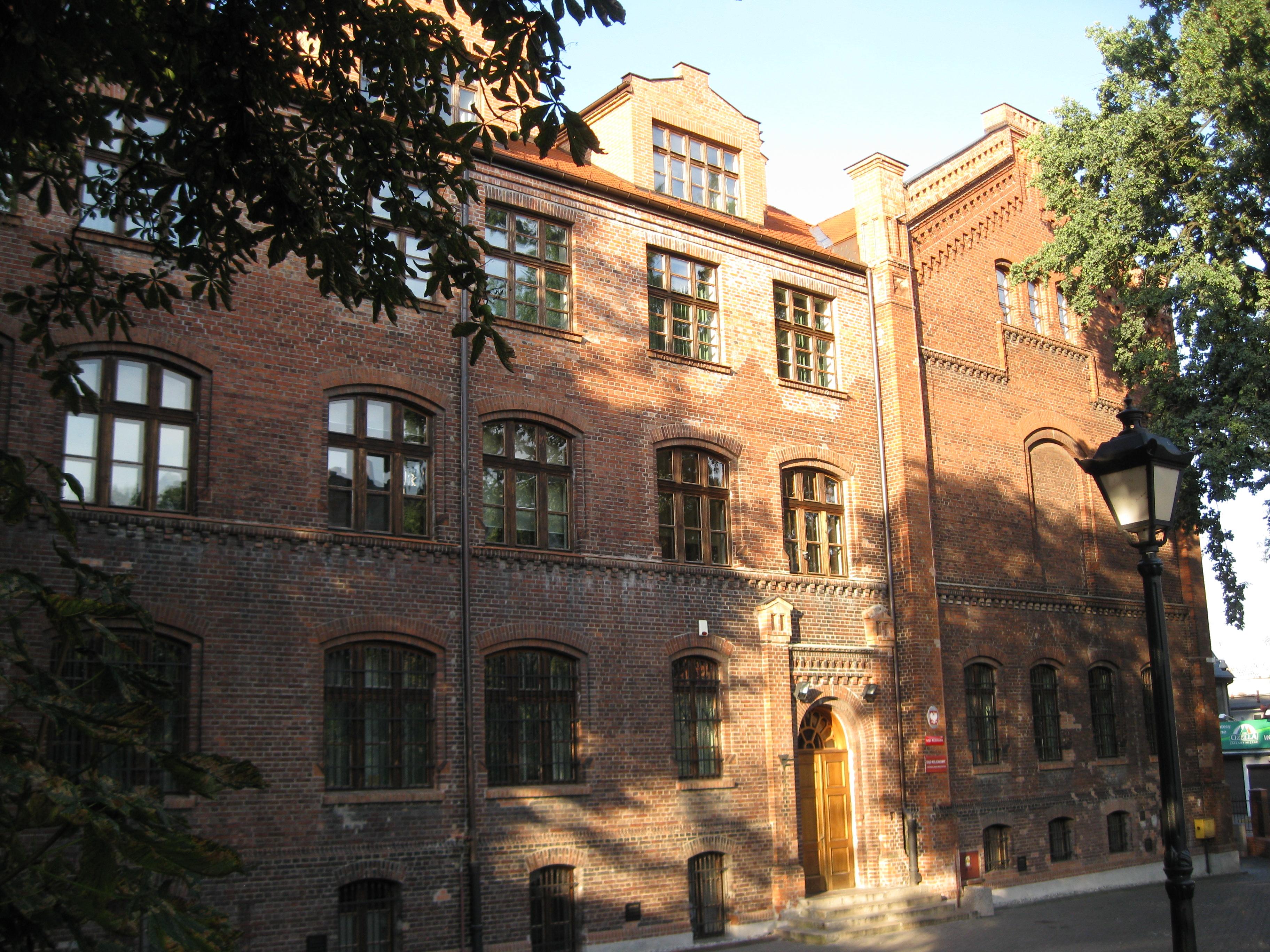
Tòa án huyện
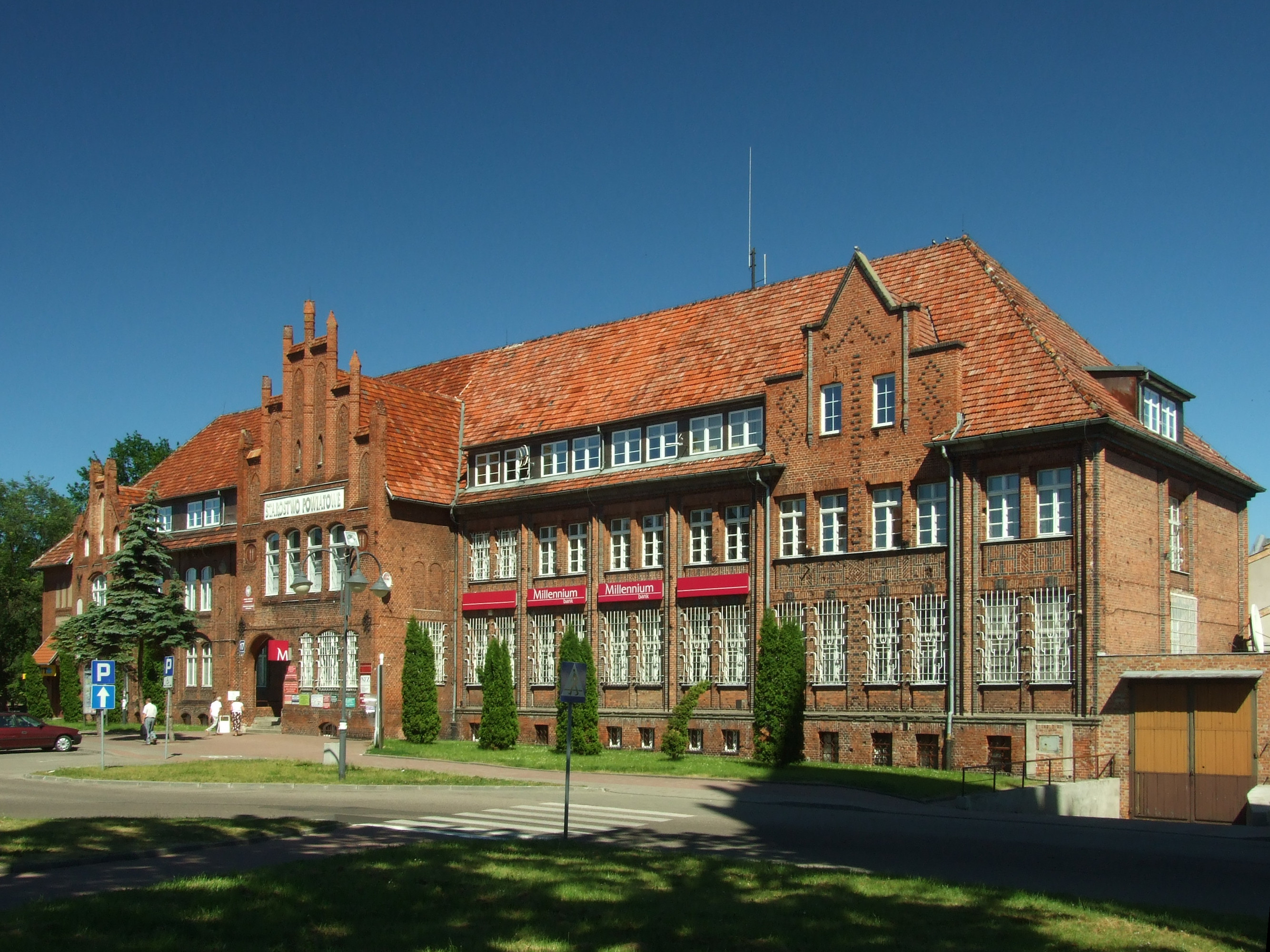
Ghế quận Malbork
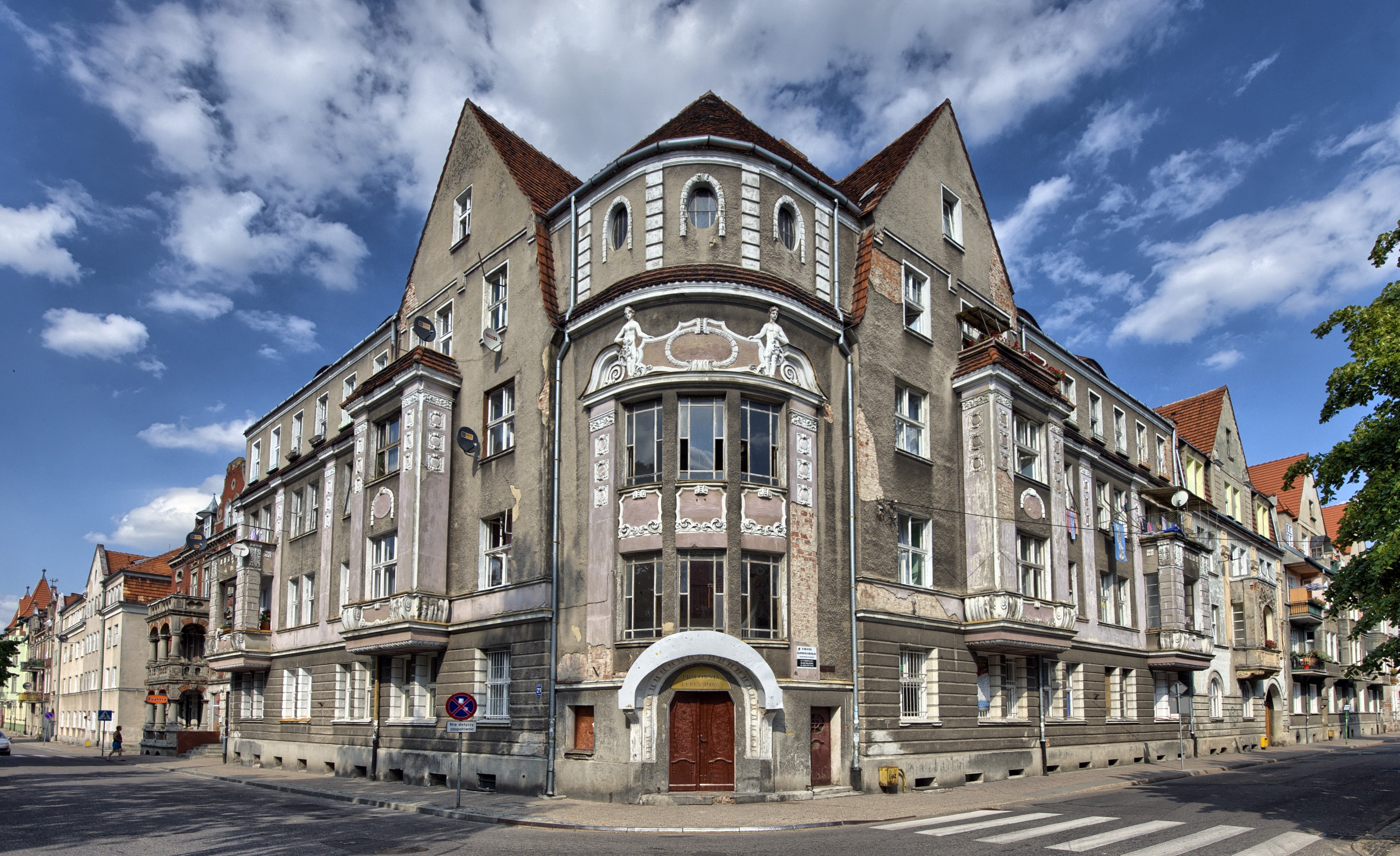
Nhà phố nghệ thuật Nouveau
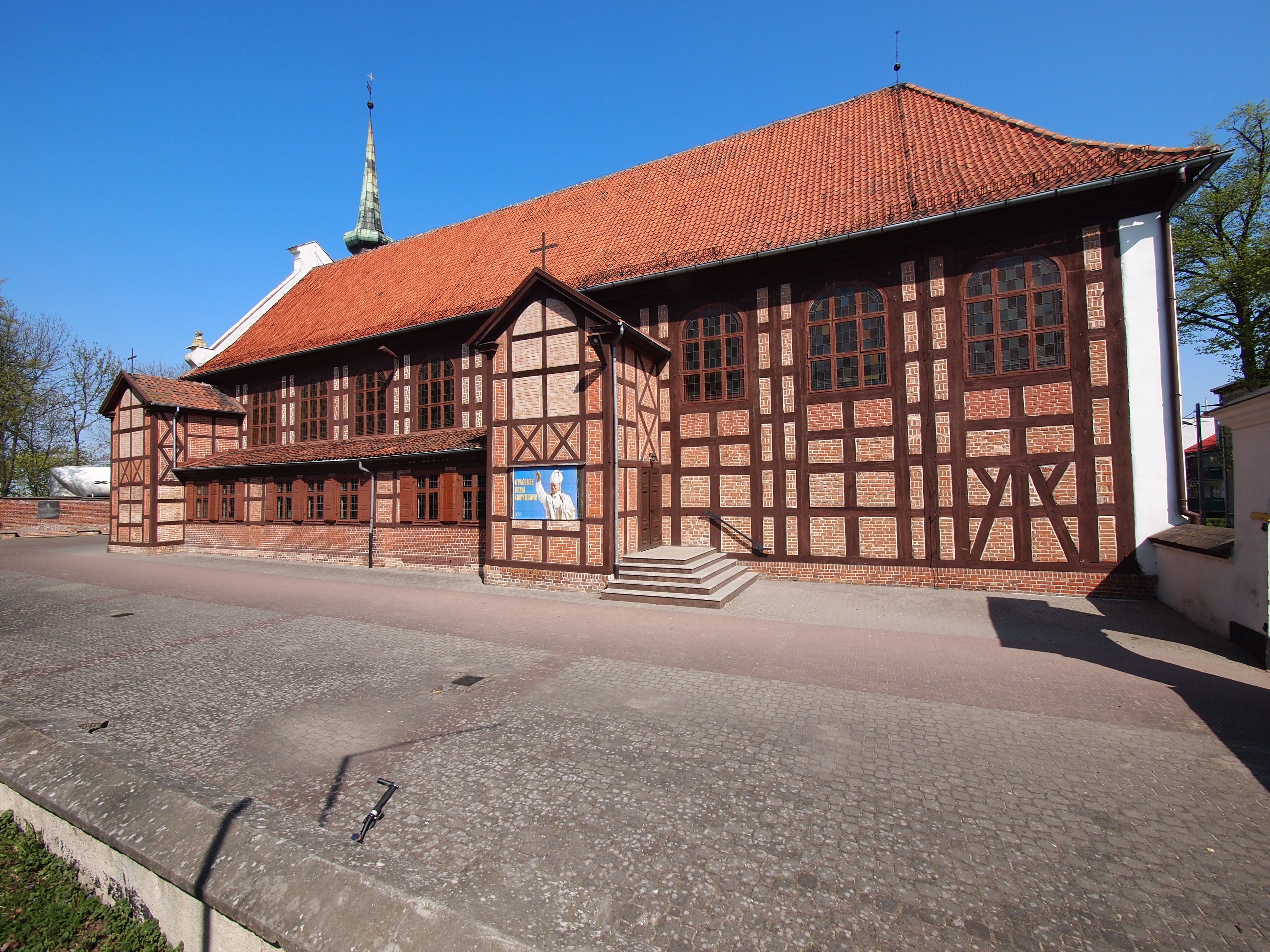
Nhà thờ Đức Mẹ Hằng Cứu Giúp
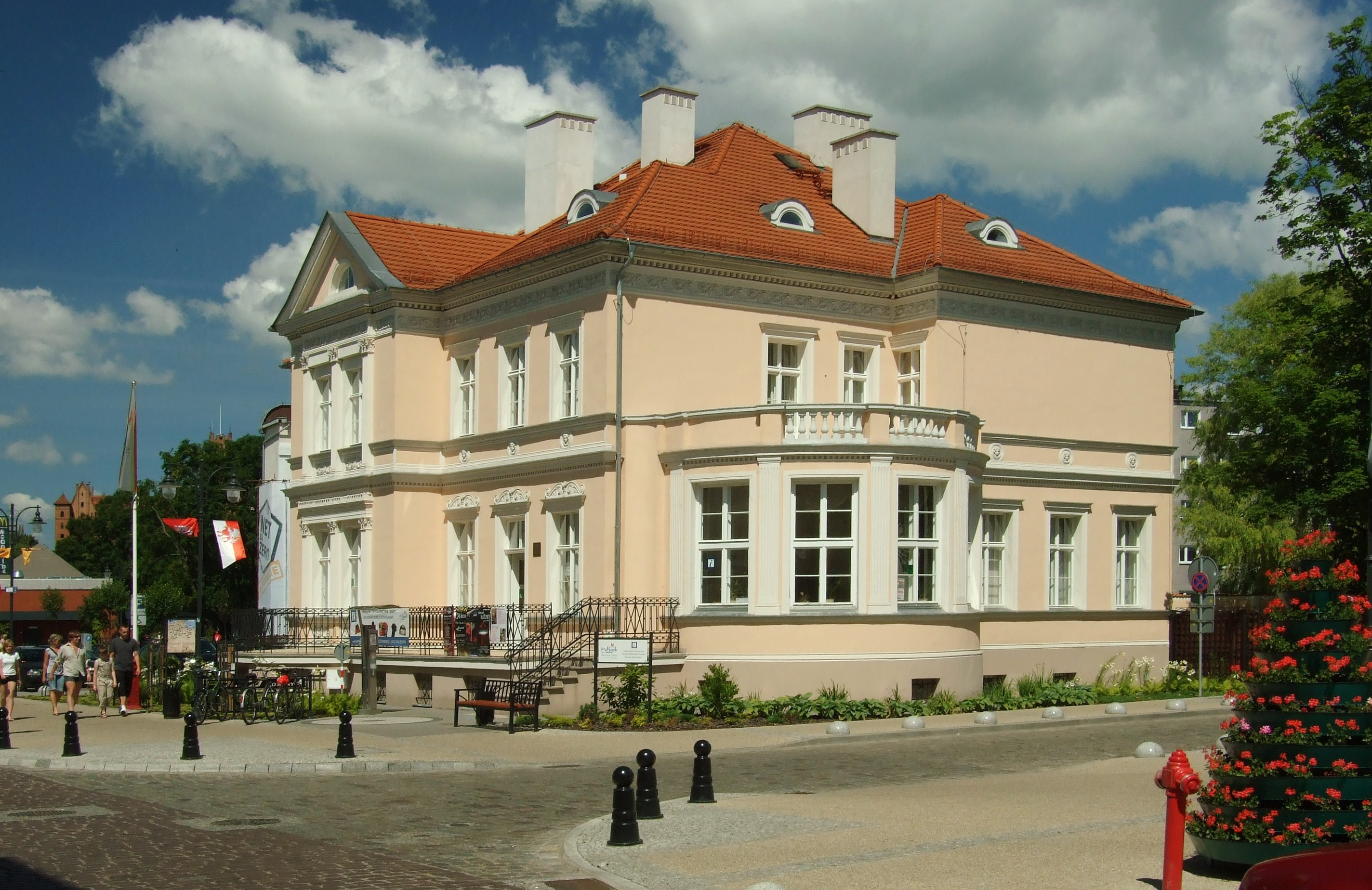
Trung tâm Thông tin du lịch